# Tughluqabad
Twierdza Tughluqabad – ruiny fortu wchodzącego w skład tzw. siedmiu miast Delhi w Indiach. Zbudowany w latach 1321–1325 przez Ghijasa ad-Din Tughlaka, założyciela dynastii Tughlaków. Twierdza zajmuje rozległy teren, na którym zbudowane były miasto, pałace i cytadela. Całkowita długość murów wynosi 6500 metrów.

## Architektura
Fortyfikacja twierdzy składa się z dwóch murów obronnych: wewnętrznego o wysokości od 10 do 15 metrów, zbudowanego z gruzu obudowanego kamieniami i wzmocnionego wieżami o różnych kształtach, zbudowanymi co 50 do 100 metrów, oraz zewnętrznego o wysokości od 1,5 do 2 metrów.